# Reprezentacja Hiszpanii U-19 w piłce nożnej mężczyzn
Reprezentacja Hiszpanii U-19 w piłce nożnej – juniorska reprezentacja Hiszpanii, sterowana przez Hiszpańską Federację Piłki Nożnej. Jest powoływana przez selekcjonera, w niej występować mogą wyłącznie zawodnicy posiadający obywatelstwo hiszpańskie i którzy w momencie przeprowadzania imprezy docelowej (finałów Mistrzostw Europy) nie przekroczyli 19 roku życia.
Reprezentacja ma wiele sukcesów na swoim koncie. 4-krotnie została Mistrzem Europy do lat 19: 2002, 2004, 2006 i 2007 oraz była wicemistrzem w roku 2010.

## Występy w ME U-19
- 2002: Mistrzowie
- 2003: Nie zakwalifikowała się
- 2004: Mistrzowie
- 2005: Nie zakwalifikowała się
- 2006: Mistrzowie
- 2007: Mistrzowie
- 2008: Faza grupowa
- 2009: Faza grupowa
- 2010: 2 miejsce
- 2011: Zakwalifikowała się

## Klasyfikacje

### Najwięcej rozegranych meczów
| Liczba | Zawodnik          | Klub                                    | Lata      |
| ------ | ----------------- | --------------------------------------- | --------- |
| 23     | Aarón Ñíguez      | Valencia CF, Xerez CD, Iraklis Saloniki | 2006–2008 |
| 21     | Emilio Nsue       | RCD Mallorca                            | 2006–2008 |
| 20     | Jorge Pulido      | Atlético Madryt                         | 2008–2010 |
| 18     | Daniel Aquino     | Real Murcia                             | 2007–2009 |
| 18     | César Azpilicueta | CA Osasuna                              | 2007–2008 |
| 17     | Fran Mérida       | Arsenal FC, Real Sociedad               | 2007–2009 |
| 16     | Markel Bergara    | Real Sociedad                           | 2004–2005 |
| 16     | Mikel San José    | Athletic Bilbao, Liverpool FC           | 2007–2008 |
| 15     | David de Gea      | Manchester United                       | 2007–2009 |
| 15     | Óscar Sielva      | RCD Espanyol, FC Cartagena              | 2008–2010 |

### Najwięcej strzelonych bramek
| Liczba | Zawodnik        | Klub                                    | Lata      |
| ------ | --------------- | --------------------------------------- | --------- |
| 12     | Juan Mata       | Chelsea F.C.                            | 2006–2007 |
| 11     | Alberto Bueno   | Real Madryt                             | 2006–2007 |
| 8      | Aarón Ñíguez    | Valencia CF, Xerez CD, Iraklis Saloniki | 2006–2008 |
| 7      | Isco Alarcón    | Valencia CF                             | 2010–2011 |
| 7      | Sergio García   | FC Barcelona                            | 2001–2002 |
| 7      | Fran Mérida     | Arsenal FC, Real Sociedad               | 2007–2009 |
| 7      | Emilio Nsue     | RCD Mallorca                            | 2006–2008 |
| 6      | Rodrigo Moreno  | Real Madryt                             | 2009–2010 |
| 6      | Pablo Sarabia   | Real Madryt                             | 2010–2011 |
| 6      | Fernando Torres | Chelsea F.C.                            | 2002      |